# Mandibularia nigriceps
Mandibularia nigriceps là một loài bọ cánh cứng trong họ Cerambycidae.